# Sở Liêm phóng Đông Dương
Sở Liêm phóng Đông Dương hay Sở Mật thám Đông Dương (tiếng Pháp: Sûreté général indochinoise) là một cơ quan tình báo, mật thám và an ninh của chính quyền Liên bang Đông Dương, hoạt động từ năm 1917 đến hết thời Pháp thuộc.
Tiếng Việt bình dân còn gọi Sở Liêm phóng là xắc tê, tức nhại âm "Sûreté".

## Lịch sử
Toàn quyền Đông Dương Albert Sarraut là người cho thành lập Sở Liêm phóng Đông Dương vào ngày 28 Tháng Sáu năm 1917 để chống lại phong trào chủ nghĩa quốc gia ở Đông Dương. Tiền thân của Sở Liêm phóng là Nha Chính trị vụ (Bureau des affaires politiques).
Ngay từ năm 1897 ở Nam Kỳ chính quyền Pháp đã cho lập Căn cước sở vụ (services d'identité), thu thập hồ sơ theo cách thức của Bertillon cho các nghi phạm và phạm nhân. Năm 1908 thì bắt đầu áp dụng ở Bắc Kỳ rồi lan rộng sang Cao Miên (1913), Trung Kỳ (1922) và Lào (1930). Năm 1920 thành lập thêm lực lượng cảnh sát đặc biệt với tên Police spéciale de sûreté chủ yếu là hoạt động tình báo chính trị. Tính đến đầu thập niên 1940 thì Sở Liêm phóng có 237.000 hồ sơ theo dõi nhiều cá nhân trên toàn cõi Đông Dương.
Sở Liêm phóng Đông Dương còn điều hành một số tòa án đặc biệt, hội đồng đề hình và hệ thống nhà giam.
Tháng 3 năm 1945 khi Đế quốc Nhật Bản đảo chánh chính quyền Đông Pháp trao độc lập cho Đế quốc Việt Nam thì cơ chế Sở Liêm phóng bị triệt hạ. Tháng 9 năm đó khi người Pháp mở cuộc tái chiếm Nam Kỳ thì họ mới lập lại Sở Liêm phóng dưới sự điều khiển của Georges Buis, sau giao cho Pierre Perrier. André Moret làm chủ sự Bắc Kỳ.
Năm 1949 khi Pháp chuyển nhượng quyền cho Quốc gia Việt Nam thì sở Liêm phóng ở ba kỳ cũng giao cho chính quyền mới (Nam Kỳ chuyển giao tháng 3 năm 1950; Bắc Kỳ tháng 6 năm 1950; và Trung Kỳ tháng 7 năm 1950). Tuy nhiên một bộ phận nhạy cảm thì họ vẫn giữ kín và lập riêng Cao ủy Đông Dương An ninh Vụ Services de Sécurité du Haut-Commissariat en Indochine. Cơ quan này giải thể năm 1953 khi chính phủ Quốc gia Việt Nam đòi thực thi chủ quyền. Cao ủy Đông Dương An ninh Vụ nhập thành Service de Protection du Corps expéditionnaire cho đến khi người Pháp rút hẳn khỏi Việt Nam.

## Ngục thất
Tính đến năm 1933 thì trên toàn cõi Đông Dương có 89 trại giam cấp tỉnh, 5 trại giam trung ương và 10 trại ngục thất (bagnes) từ Lai Châu đến Côn Lôn và cả ngục Inini ở Guy An. Cũng năm đó có 27.751 tù nhân bị giam giữ không phân biệt thường phạm hay tù nhân chính trị. Tính bình quân thì mỗi 100.000 dân thì có 160 tù nhân. Tỷ số này hơn gấp đôi tỷ số tù nhân ở xứ Đông Ấn thuộc Hà Lan đương thời.

## Nhân vật liên quan
- Paul Arnoux: Tổng giám đốc mật thám Nam Kỳ 1922-27
- Louis Marty: Giám đốc lâm thời Sở Liêm phóng Đông Dương, người chủ trương Nam Phong tạp chí[6]